# Bratnie słowo
Bratnie słowo – pieśń i zarazem obrzęd tradycyjnego pożegnania harcerskiego na zakończenie zbiórki, ogniska, zlotu itp. Zebrani stają w kręgu, np. wokół ogniska, splatając ręce z sąsiadami z lewej i z prawej strony, prawą trzymając nad lewą, i śpiewają pieśń:
Bratnie słowo sobie dajem,

Że pomagać będziem wzajem:

Druh – druhowi – (druhnie) druh;.

Hasło znaj: Czuj Duch!
Zasadą jest, że krąg wiąże się jeden dla wszystkich, również gości niebędących harcerzami; na większych spotkaniach wiąże się kilka kręgów, ale powinny być ze sobą przeplecione. Krąg i bratnie słowo są symbolem jedności skautowego ducha i harcerskiego braterstwa.
Po trzykrotnym odśpiewaniu pieśni (w różnych drużynach śpiewa się albo dwukrotnie powyższą zwrotkę i trzeci raz mormorando, albo trzy osobne zwrotki) harcerze przekazują sobie kolejno uścisk dłoni i pozdrowienie Czuwaj.

## Historia
Zwrotki pieśni śpiewano już w 1831 r. Autorem pieśni znanej jako Pieśń wygnańców lub Maliniak ze słowami Stańmy, bracia, wraz... jest Franciszek Kowalski, poeta i żołnierz powstania listopadowego, twórca powstańczych piosenek:
Stańmy bracia wraz,

Ilu jest tu nas.

Zróbmy przyjacielskie koło

I zanućmy pieśń wesołą,

Póki mamy czas!

Czego płaczesz, hej!

Śmiej się, bracie, śmiej!

Choć jesteśmy wszyscy w kozie,

Tu nam dobrze jak w obozie,

Maliniaka lej!

Jeszcze dobrze to,

Że koledzy są,

Lepiej razem żyć w niewoli,

Niż osobno w szczęsnej doli.

Śmiejmy się ho, ho!

A więc lepiej wraz,

Niech los pędzi nas,

Pójdziem chętnie do Wijatki,

Do Kaukazu, do Kamczatki,

Byle tylko wraz.

Pałasz polski bił

Tłum moskiewskich sił.

Piaski nasze krwią przesiąkły,

Dżgał nasz bagnet nieulękły,

Bo duch męski żył.

Pomnij, bracie mój,

Ów Grochowski bój!

Czy widziałeś strach Moskali?

Jak przed nami uciekali,

Jak ich padał rój?

Pomnisz Stoczek, Nur,

Okuniewski bór?

Pomnisz Kuflów, Białołękę,

Wawer, Dębe, Ostrołękę,

Gdzie dział ryczał chór!

Tam się Polak bił

Garstką własnych sił;

Za cóż się bił? Za Ojczyznę

I za przodków swych spuściznę,

A wróg w ziemi gnił.

Za cóż teraz my

Lejem rzewne łzy!

Jakież nas zwalczały cuda,

Duma, zdrada i obłuda

I los wieczny, zły.

Lecz nie płaczmy, nie,

Skończy się to złe:

Jeszcze siądziem znów na szkapy

I rozpędzim te kacapy

I odbierzem swe.

Słyszysz, bracie, huk?

To nas burczy wróg;

Burcz, gdy my tu dziś płaczemy,

My ci jeszcze odburkniemy,

Dopomoże Bóg.

A więc, bracie, hej!

Śmiej się z biedy, śmiej!

Choć jesteśmy dzisiaj w kozie,

Będziem jeszcze i w obozie,

Maliniaka lej!
Z czasem do pieśni dodano słowa Bratnie słowo sobie dajem..., jednak ich autor pozostaje nieznany.

## Różne wersjeBratniego słowa

### Stańmy, bracia, wraz...(1)
Stańmy, bracia, wraz,

Ilu jest tu nas,

Zbierzmy przyjacielskie koło

I zanućmy pieśń wesoło,

Póki mamy czas, póki mamy czas...

Bratnie słowo sobie dajem,

że pomagać będziem wzajem:

Druh – druhowi – druh;

hasło znaj: Czuj Duch!

### Stańmy, bracia, wraz...(2)
Stańmy bracia

ilu jest tu nas

i odkrywszy skroń

dajmy sobie dłoń.

Zwiążmy przyjacielskie koło

i zanućmy pieśń wesołą,

o braterstwie śpiew,

który gasi gniew.

Bratnie słowo sobie dajem,

że pomagać będziem wzajem:

Druh – druhowi – druh;

hasło znaj: Czuj Duch!

Gdy w potrzebie brat,

przez szeroki świat,

pójdziem za nim wraz,

nic nie wstrzyma nas.

Pójdziem wszyscy za jednego,

by powstrzymać go od złego,

tak jak za nas on

poszedłby na zgon.

### Bacz, by słowo...
Bratnie słowo sobie dajem,

że pomagać będziem wzajem:

Druh – druhowi – druh;

hasło znaj: Czuj Duch!

Bacz, by słowo dzisiaj dane

było zawsze dotrzymane.

Druh – druhowi – druh;

hasło znaj : Czuj Duch!

W troskach, smutkach i zmartwieniach,

w dni pogodne i w dni cienia,

w jasny dzień, czy w ciemną noc

przyjaźń da ci moc.

Bratnie słowo sobie dajmy

i wesoło zaśpiewajmy

każdy w kręgu druh:

Czuwaj; Czuj; Czuj – Duch!

### Byśmy zawsze pamiętali...
Bratnie słowo sobie dajem,

że pomagać będziem wzajem:

Druh – druhowi – druhnie – druh;

hasło znaj: Czuj Duch!

W troskach, smutkach i zmartwieniach,

w dni pogodne i w dni cienia,

w jasny dzień, czy w ciemną noc

przyjaźń da ci moc.

Byśmy zawsze pamiętali

żeśmy bratnie słowo dali.

Zuch – zuchowi – druhnie – druh;

hasło znaj: Czuj Duch!